# Kurzschwanzwaran
Der Kurzschwanzwaran (Varanus brevicauda) ist eine in Australien heimische Art der Warane (Varanus). Er ist der kleinste bekannte Waran.

## Merkmale
Der Kurzschwanzwaran erreicht eine Gesamtlänge von maximal 23 cm bei 11,8 cm Kopf-Rumpf-Länge, normalerweise sind sie schon mit 7 bis 11 cm KRL ausgewachsen. Der Schwanz ist recht kurz, die Schwanzlänge beträgt 87–116 % der KRL. Im Querschnitt ist der Schwanz rund. Ausgewachsene Exemplare wiegen 8–17 g. Ebenfalls recht kurz und breit sind Kopf, Hals und Gliedmaßen. Auffallend ist, dass der Kurzschwanzwaran trotz seiner geringen Größe 31–35 Präsakralwirbel besitzt, während andere Waranarten meist nur 28–31 besitzen.
Die Körperoberseite ist rotbraun bis braun und mit dunkelbraunen Flecken gezeichnet. Die Körperunterseite ist weiß oder blassbraun. Ein leichter Temporalstreifen ist vorhanden.

## Verbreitung und Lebensraum
Der Kurzschwanzwaran bewohnt bis auf den Süden alle trockenen Gebiete in Western Australia, die südliche Hälfte des Northern Territory sowie das nördlichste South Australia und das westlichste Queensland. Kurschwanzwarane bewohnen vornehmlich Spinifex-Grasland und Sandwüsten.

## Lebensweise

### Allgemeines
Kurzschwanzwarane sind tagaktiv. Besonders aktiv sind sie im Frühling, während Herbst und Winter halten sie jedoch in einem Bau eine Winterruhe. Sie sind größtenteils Bodenbewohner, können jedoch auch in den Spinifex-Büschen klettern und nutzen zuweilen ihren Schwanz zum Greifen. Im Spinifex suchen sie auch Schutz vor Fressfeinden wie etwa anderen Waranen.
Der Kurzschwanzwaran ist im Vergleich zu anderen Waranen weniger aktiv. Am Tag werden laut Studien mit Rückfangmethode 14–25 m zurückgelegt.

### Ernährung
Die Art stellt in den Spinifex-Landschaften Insekten, Hundertfüßern, Spinnen, kleinen Echsen und Insektenlarven sowie Reptilieneiern nach. Die Mageninhalte von 12 Museumsexemplaren bestanden in einer Studie aus 14,5 % Heuschrecken, 11 % Spinnen, 7,6 % Echsen, 5,5 % Schaben, 3,5 % Reptilieneier, 3,5 % Insektenlarven außer Raupen, 2,8 % Insekteneier, 2,1 % Hundertfüßern, 1,5 % Hautflügler, 1,4 % Schmetterlingsraupen, 1,4 % Skorpionen, 0,7 % Puppen, 0,7 % Ameisen, 0,7 % Asseln sowie 33,8 % nicht bestimmbare Insekten. Da sich in den Mägen der tagaktiven Kurzschwanzwarane auch die Schwänze nachtaktiver Geckos fanden, kann man davon ausgehen, dass Kurzschwanzwarane in die Tagesverstecke nachtaktiver Echsen eindringen und die dort schlafenden Tiere angreifen.

### Fortpflanzung
Männchen werden offenbar frühestens ab 7 cm (Alter 10 Monate), Weibchen frühestens ab 8 cm KRL und 22 Monaten Alter (also nach 2 Frühlingen) geschlechtsreif. Die Männchen suchen in der Paarungszeit von September bis Oktober züngelnd nach Weibchen. Im November legen die Weibchen dann ein Gelege von üblicherweise 2–3 Eiern. Die Jungtiere schlüpfen im späten Januar sowie im Februar. Sie haben bei der Geburt eine KRl von 4,2–4,5 cm und wiegen 2 g. Der Kurzschwanzwaran wächst langsam.

## Systematik
Die Erstbeschreibung von V. brevicauda erfolgte 1898 durch George Albert Boulenger. Das Artepitheton kommt aus dem Lateinischen und bedeutet "kurzer Schwanz" (lat. brevis=kurz, cauda=Schwanz). Die Syntypen stammen vom Sherlock River, Nicol Bay, Western Australia und werden im British Museum of Natural History aufbewahrt. Anhand der Hemipenismorphologie und allgemeinem Körperbau kann V. brevicauda innerhalb von Varanus der Untergattung Odatria zugeordnet werden. Diese fasst alle australischen Zwergwarane zusammen. Auch molekularbiologische Analysen kamen zu diesem Schluss. Nach Fitch et al. (2006) ist Varanus eremius die Schwestergruppe von V. brevicauda.